# 毒山凡太朗
毒山 凡太朗（どくやま ぼんたろう、1984年 - ）は、日本の現代アーティスト。福島県出身。

## 略歴
サラリーマンとして働いていたが、東日本大震災と東京電力福島第一原子力発電所の事故によって、故郷である福島の状況が一変したことをきっかけに作品制作を開始。

## 主な作品
- 『経済産業省第四分館』（2016年）
- 『君之代』（2017年）
- 『あどけない空の話』（2019年）
- 『Long Way Home』（2022年）

## 展覧会
- 「経済産業省第四分館」(反原発美術館、霞ヶ関、東京)
- 「他者と出会うための複数の方法　‒黄金町バザール2017‒」(八番館|黄金町、神奈川)
- 「「つないでみる」‒六本木クロッシング2019‒」(森美術館、東京)[3]
- 「あいちトリエンナーレ2019」（愛知）
- 「リニューアルオープン記念特別展  Before/After」（広島市現代美術館）